# 第四星形二十面體
第四星形二十面體是正二十面體的一種星形化體，為正二十面體的面向外延伸並相交所形成的第四種立體，外觀看起來像是僅有框架的正十二面體:49，由30個雙錐體組成。這個立體最早由哈里·惠勒發現，並認為這個立體是一個離散的結構。

## 歷史
第四星形二十面體最早出現在哈里·惠勒發表於1924年的論文《某些形式的二十面體與特定更高多面體的推導方式》中，惠勒將其描述為形式上離散的多面體，並將其編號為22。在1920年至1930年間，米勒定義了一套規則來規範星形二十面體，這個規則能從無限多種星形化多面體中明確定義哪些多面體是「重要且特別」的，當中並未排除離散或不連續的結構，因此在1938年哈羅德·斯科特·麥克唐納·考克斯特、帕特里克·杜·瓦爾等人的著作《五十九種二十面體》也收錄了這種立體，並編號為11。

## 構成
第四星形二十面體由30個雙三角錐以頂點接頂點的方式，沿著正十二面體的骨架組成。

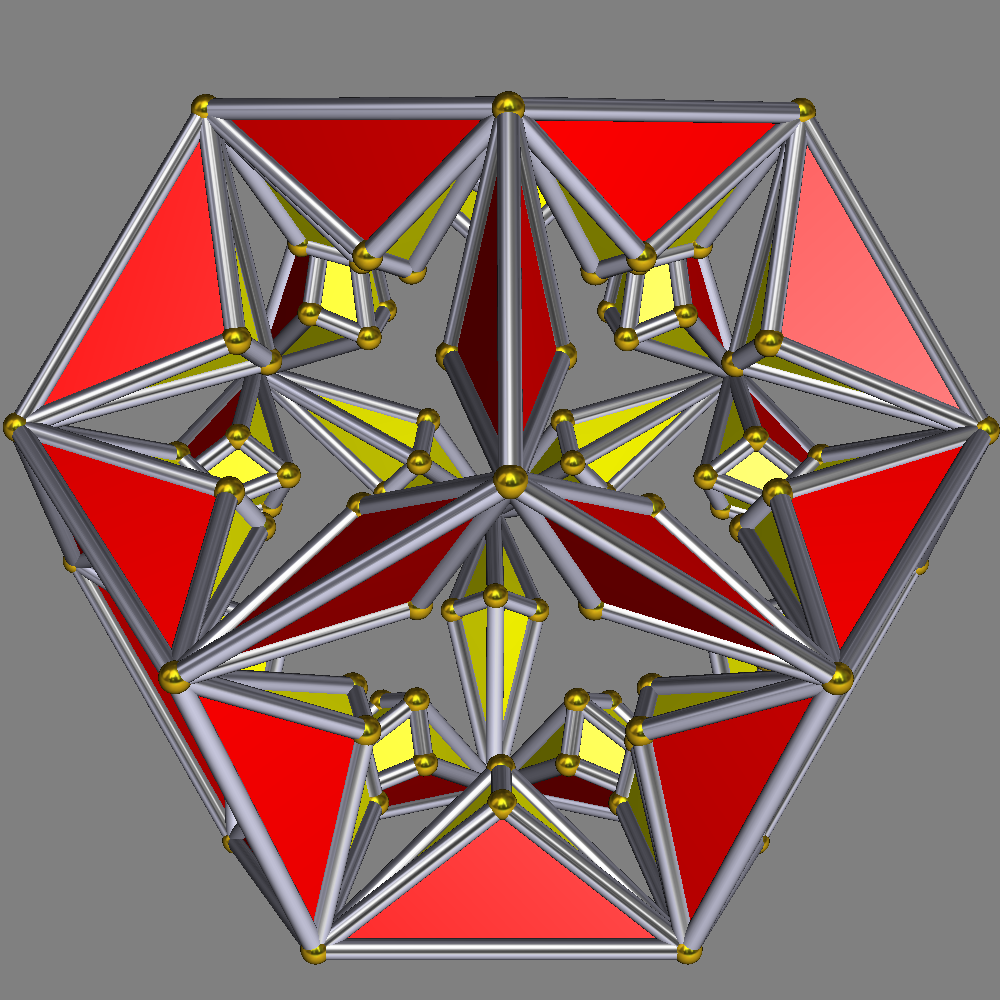
第四星形二十面體
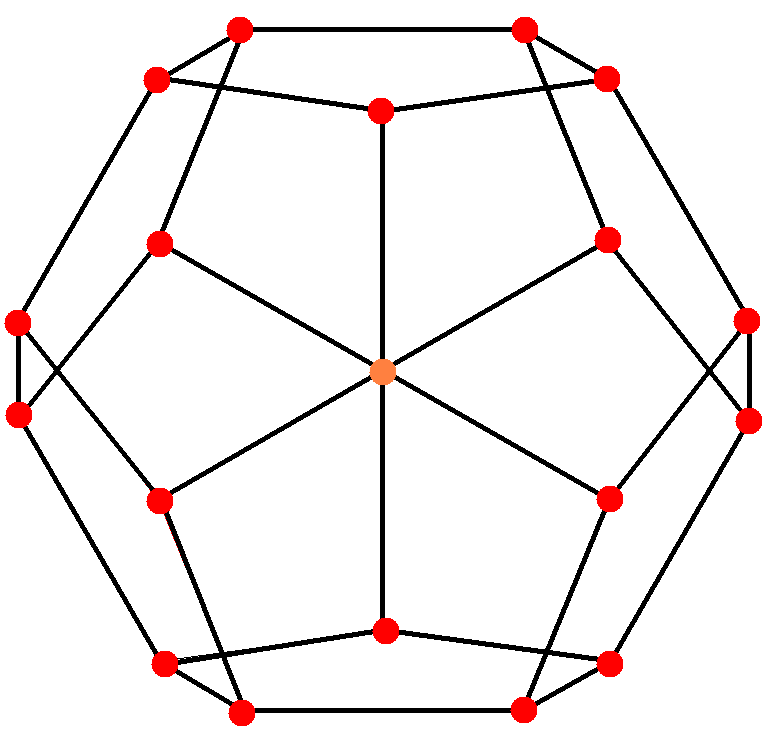
正十二面體的骨架圖
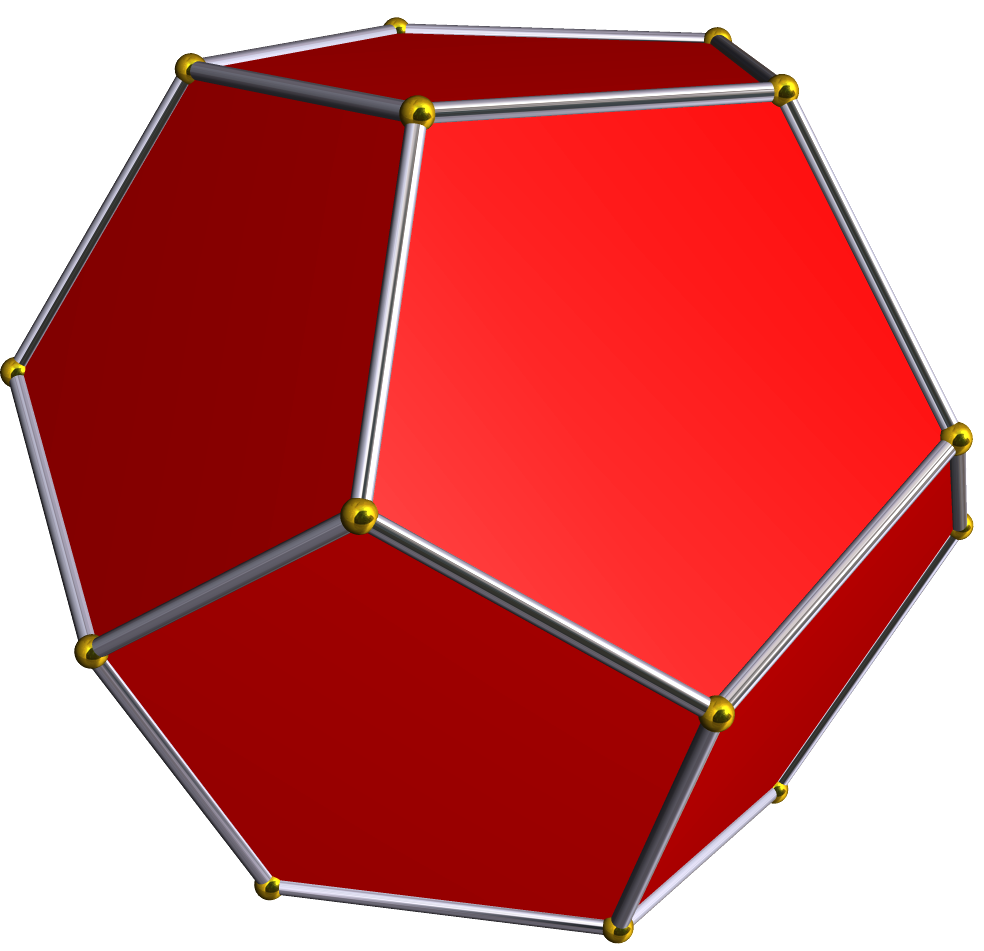
正十二面體

組成這個立體的星形二十面體胞為第10和第12個胞。
| 星形二十面體中的胞 | 第四星形二十面體的胞 |

## 相關多面體

### 第十四星形二十面體
第十四星形二十面體外觀是一個邊向某方向扭曲、且有孔洞的空心十二面體，其對稱性與凹五角錐十二面體類似。:61這樣的結構在polyhedr.com出版的多面體組裝模型產品中被評價為「魔術邊」（Magic edge）。
第十四星形二十面體在杜瓦記號中記為e1f1g1，不少最外層為g1的星形二十面體皆形如空心二十面體：
| 名稱                                                    | 杜瓦記號 | 星狀圖 | 立體圖 |
| ------------------------------------------------------- | -------- | ------ | ------ |
| 第四星形二十面體 11 （《五十九種二十面體》） 21（惠勒） | g1       |        |        |
| 13 （《五十九種二十面體》） 20（惠勒）                  | e1f1g1   |        |        |
| 14 （《五十九種二十面體》）                             | f1g1     |        |        |
| 25 （《五十九種二十面體》）                             | De1f1g1  |        |        |
| 凹五角錐十二面體 26 （《五十九種二十面體》） 9（惠勒）  | Ef1g1    |        |        |
| 36 （《五十九種二十面體》）                             | f1g1     |        |        |
| 第十四星形二十面體 37 （《五十九種二十面體》）          | e1f1g1   |        |        |
| 38 （《五十九種二十面體》）                             | De1f1g1  |        |        |
| 48 （《五十九種二十面體》）                             | e2f1g1   |        |        |
| 49 （《五十九種二十面體》）                             | De2f1g1  |        |        |
| 50 （《五十九種二十面體》）                             | Ef1g1    |        |        |